# Romerskt ljus

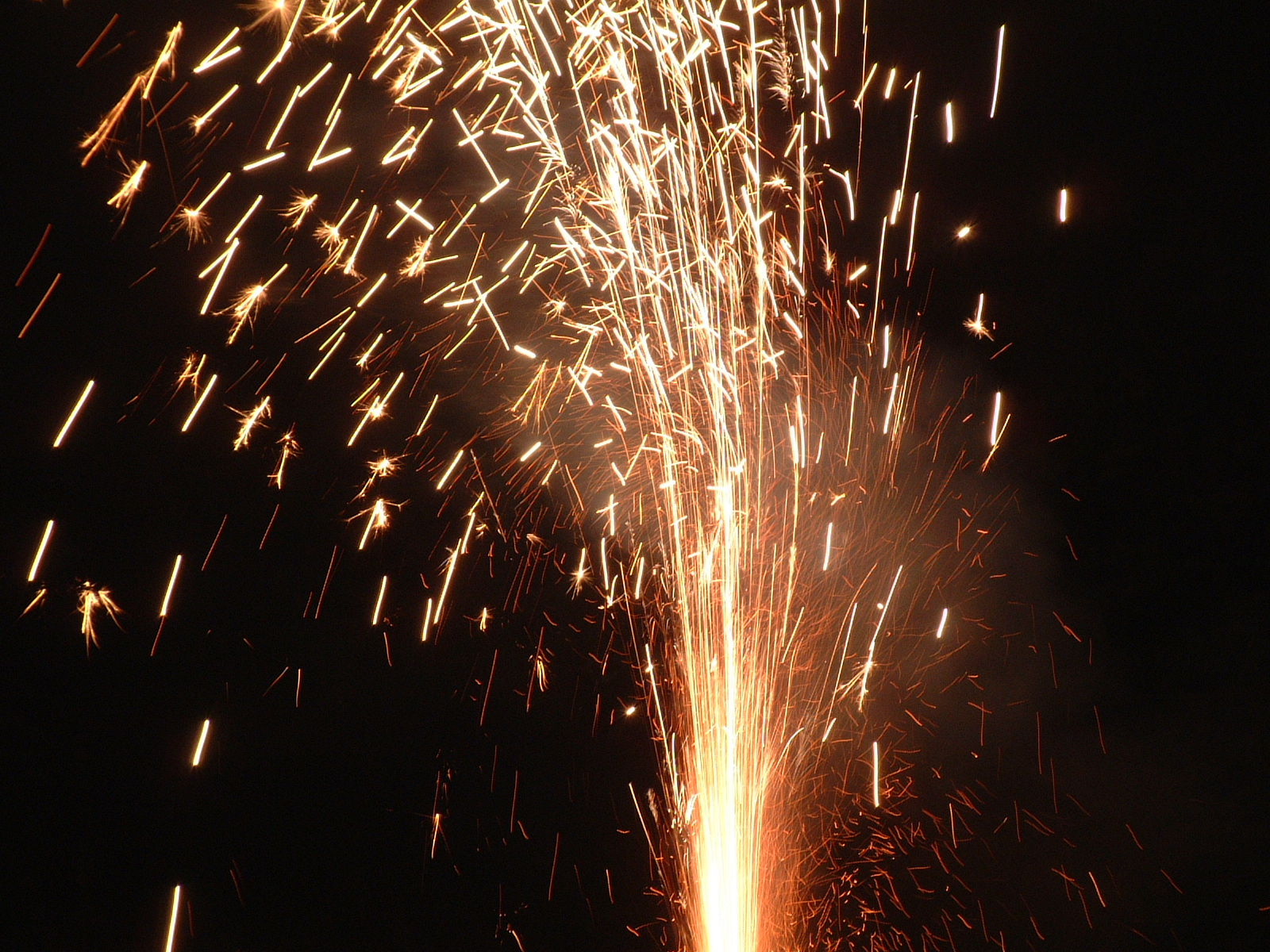
Romerskt ljus

Ett romerskt ljus är en typ av fyrverkeripjäs med flera laddningar som skjuts upp från en och samma mörsare. Mörsaren består i regel av ett tjockare papprör med en plugg i botten.
Ett romerskt ljus är konstruerat på så vis att stjärnorna med tillhörande drivladdningar ligger åtskilda i mörsaren med någon form av pyroteknisk fördröjning mellan varje stjärna. Denna fördröjning består antingen av hårt sammanpressat svartkrut eller lera genomstucken med en långsamt brinnande stubin.
När stubinen till det romerska ljuset antänds avfyras stjärnan som ligger överst genom att dess drivladdning fattar eld och exploderar. Fördröjningsmekanismen fattar eld av drivladdningen och brinner långsamt ner till nästa stjärna. Stjärnan fattar därmed eld och antänder i sin tur drivladdningen under den vilket driver den upp genom mörsaren. Detta förfarande upprepas tills alla stjärnor skjutits iväg.